# Microdrillia crispata
Microdrillia crispata is een slakkensoort uit de familie van de Borsoniidae. De wetenschappelijke naam van de soort is voor het eerst geldig gepubliceerd in 1832 door Cristofori & Jan.